# Strážný (Šumava)
Strážný (německy Schlösslberg, 1115 m n. m.) je rozlehlá hora na Šumavě tyčící se 2 km severozápadně od městečka Strážný. Leží v katastrálním území Horní Světlé Hory v okrese Prachatice, kde je hraniční přechod do Německa. Svahy jsou zalesněny smrčinou s příměsí jedle, jeřábu a buku.

## Kunžvart
Dle autorů projektu Tisícovky Čech, Moravy a Slezska je Kunžvart i názvem vedlejší vrcholu (1037 m) vzdáleného 800 m východním směrem.

### Hrad Kunžvart
Na žulovém výchozu východní rozsochy Strážného stojí zřícenina hradu Kunžvart, chráněná jako kulturní památka České republiky. Tento strážní hrad vznikl pravděpodobně na počátku 14. století z podnětu Jana Lucemburského v souvislosti s jeho péčí o nové zajištění západních hranic státu. Význam hradu se zvýšil v období, kdy král Václav IV. dovolil vimperským pánům obnovit pobočku Zlaté stezky do Vimperka a umožnil na ní vybírat clo. Na hradě sídlil purkrabí a jeho menší družina. Podle zprávy z roku 1547 se zde již nebydlelo a hrad se tak postupně změnil ve zříceninu.

### Přístup
Z obce Strážný vede na hrad modrá turistická cesta s převýšením dvě stě metrů, která zde končí. Navazuje žlutá cesta, které pokračuje na sever směr Polka. Nejbližší zastávka vlaku je v 8 km vzdálené Lenoře.

## Strážný – S vrchol
Asi 1300 m severo-severovýchodně od hlavního vrcholu se nachází další vedlejší vrchol, pojmenovaný autory projektu Tisícovky Čech, Moravy a Slezska jako Strážný – S vrchol (1035 m, souřadnice 48°55′52″ s. š., 13°42′14″ v. d.). Jde o kupovitý vrchol zalesněný smrčinou s příměsí listnatých stromů.

## Přístup
Až na vrchol nevedou žádné značené cesty, přesto je dobře přístupný. Nejjednodušší cesta pro pěší vede po modré značce ze Strážného na Kunžvart. Od rozcestí Kunžvart zřícenina odbočuje na západ neznačený průsek až na vrchol. Trasa měří necelých 2,5 km s výrazným převýšením 300 metrů.
Strážný je dobře přístupný i pro cykloturisty po Vltavské cyklotrase od Strážného nebo od podstatně vzdálenější Kvildy a pramene Vltavy. Cyklotrasa prochází údolím Časté jižně od vrcholu. Na rozcestí Pod Homolí z ní odbočuje na sever cyklotrasa č. 1038, ze které se po 1 km odpojuje neznačená lesní silnice směrem k vrcholu. Ta po 800 metrech dorazí pod strmou cestu vedoucí až na vrchol, vzdálený dalších 600 metrů. Tato trasa měří 6 km se shodným převýšením 300 metrů. Je tedy výrazně méně strmá než trasa přes Kunžvart.